# 21e étape du Tour de France 2015
Pour un article plus général, voir Tour de France 2015.
La 21e étape du Tour de France 2015 s'est déroulée le dimanche 26 juillet 2015 entre Sèvres et Paris sur une distance de 109,5 kilomètres. Le nom officiel de cette étape est « Sèvres - Grand Paris Seine Ouest / Paris Champs-Élysées », venant des noms de la Communauté d'agglomération Grand Paris Seine Ouest et de l'Avenue des Champs-Élysées où est jugée la traditionnelle arrivée du Tour.

## Parcours
Le parcours de cette 21e et dernière étape du Tour de France 2015, longue de 109,5 km, comporte peu de difficultés en dehors d'une côte de 4e catégorie, la côte de l'Observatoire, entre Meudon et Issy-les-Moulineaux. L'entrée dans Paris s'effectue par le Bois de Boulogne, au kilomètre 30, ce qui permettra de parcourir plus de 70 % de la course dans une seule commune. L'entrée sur le circuit final, long de 6,5 km, se fait au kilomètre 39,5. Il sera parcouru dix fois, avec un sprint intermédiaire sur la ligne du troisième passage aux Champs-Élysées.

## Déroulement de la course
La pluie rendant le circuit parisien dangereux a contraint les organisateurs à neutraliser la fin de course. Ainsi les temps du classement général ont été pris lors du premier passage sur les Champs-Élysées, à 41 km de l'arrivée.

## Résultats

### Classement de l'étape
| Classement de la 21e étape | Classement de la 21e étape | Classement de la 21e étape | Classement de la 21e étape | Classement de la 21e étape |
|                            | Coureur                    | Pays                       | Équipe                     | Temps                      |
| -------------------------- | -------------------------- | -------------------------- | -------------------------- | -------------------------- |
| 1er                        | André Greipel              | Allemagne                  | Lotto-Soudal               | en 2 h 49 min 41 s         |
| 2e                         | Bryan Coquard              | France                     | Europcar                   | m.t.                       |
| 3e                         | Alexander Kristoff         | Norvège                    | Katusha                    | m.t.                       |
| 4e                         | Edvald Boasson Hagen       | Norvège                    | MTN-Qhubeka                | m.t.                       |
| 5e                         | Arnaud Démare              | France                     | FDJ                        | m.t.                       |
| 6e                         | Mark Cavendish             | Royaume-Uni                | Etixx-Quick Step           | m.t.                       |
| 7e                         | Peter Sagan                | Slovaquie                  | Tinkoff-Saxo               | m.t.                       |
| 8e                         | John Degenkolb             | Allemagne                  | Giant-Alpecin              | m.t.                       |
| 9e                         | Michael Matthews           | Australie                  | Orica-GreenEDGE            | m.t.                       |
| 10e                        | Ramūnas Navardauskas       | Lituanie                   | Cannondale-Garmin          | m.t.                       |
| modifier                   |                            |                            |                            |                            |

### Points attribués
| Sprint intermédiaire Paris - Haut des Champs-Élysées (4e tour) (km 55,5) | Sprint intermédiaire Paris - Haut des Champs-Élysées (4e tour) (km 55,5) | Sprint intermédiaire Paris - Haut des Champs-Élysées (4e tour) (km 55,5) | Sprint intermédiaire Paris - Haut des Champs-Élysées (4e tour) (km 55,5) | Sprint intermédiaire Paris - Haut des Champs-Élysées (4e tour) (km 55,5) |
| ------------------------------------------------------------------------ | ------------------------------------------------------------------------ | ------------------------------------------------------------------------ | ------------------------------------------------------------------------ | ------------------------------------------------------------------------ |
|                                                                          | Coureur                                                                  | Pays                                                                     | Équipe                                                                   | Point(s)                                                                 |
| 1er                                                                      | Andriy Grivko                                                            | Ukraine                                                                  | Astana                                                                   | 20                                                                       |
| 2e                                                                       | Merhawi Kudus                                                            | Afrique du Sud                                                           | MTN-Qhubeka                                                              | 17                                                                       |
| 3e                                                                       | Simon Yates                                                              | Royaume-Uni                                                              | Orica-GreenEDGE                                                          | 15                                                                       |
| 4e                                                                       | Sylvain Chavanel                                                         | France                                                                   | IAM                                                                      | 13                                                                       |
| 5e                                                                       | Luke Durbridge                                                           | Australie                                                                | Orica-GreenEDGE                                                          | 11                                                                       |
| 6e                                                                       | Rohan Dennis                                                             | Australie                                                                | BMC Racing                                                               | 10                                                                       |
| 7e                                                                       | Simon Geschke                                                            | Allemagne                                                                | Giant-Alpecin                                                            | 9                                                                        |
| 8e                                                                       | Jacopo Guarnieri                                                         | Italie                                                                   | Katusha                                                                  | 8                                                                        |
| 9e                                                                       | John Degenkolb                                                           | Allemagne                                                                | Giant-Alpecin                                                            | 7                                                                        |
| 10e                                                                      | Georg Preidler                                                           | Autriche                                                                 | Giant-Alpecin                                                            | 6                                                                        |
| 11e                                                                      | José Serpa                                                               | Colombie                                                                 | Lampre-Merida                                                            | 5                                                                        |
| 12e                                                                      | Nicolas Edet                                                             | France                                                                   | Cofidis                                                                  | 4                                                                        |
| 13e                                                                      | Geraint Thomas                                                           | Royaume-Uni                                                              | Sky                                                                      | 3                                                                        |
| 14e                                                                      | Luke Rowe                                                                | Royaume-Uni                                                              | Sky                                                                      | 2                                                                        |
| 15e                                                                      | Nicolas Roche                                                            | Irlande                                                                  | Sky                                                                      | 1                                                                        |
| modifier                                                                 |                                                                          |                                                                          |                                                                          |                                                                          |

| Arrivée d'étape Paris - Champs-Élysées (11e passage) (km 109,5) | Arrivée d'étape Paris - Champs-Élysées (11e passage) (km 109,5) | Arrivée d'étape Paris - Champs-Élysées (11e passage) (km 109,5) | Arrivée d'étape Paris - Champs-Élysées (11e passage) (km 109,5) | Arrivée d'étape Paris - Champs-Élysées (11e passage) (km 109,5) |
| --------------------------------------------------------------- | --------------------------------------------------------------- | --------------------------------------------------------------- | --------------------------------------------------------------- | --------------------------------------------------------------- |
|                                                                 | Coureur                                                         | Pays                                                            | Équipe                                                          | Point(s)                                                        |
| 1er                                                             | André Greipel                                                   | Allemagne                                                       | Lotto-Soudal                                                    | 50                                                              |
| 2e                                                              | Bryan Coquard                                                   | France                                                          | Europcar                                                        | 30                                                              |
| 3e                                                              | Alexander Kristoff                                              | Norvège                                                         | Katusha                                                         | 20                                                              |
| 4e                                                              | Edvald Boasson Hagen                                            | Norvège                                                         | MTN-Qhubeka                                                     | 18                                                              |
| 5e                                                              | Arnaud Démare                                                   | France                                                          | FDJ                                                             | 16                                                              |
| 6e                                                              | Mark Cavendish                                                  | Royaume-Uni                                                     | Etixx-Quick Step                                                | 14                                                              |
| 7e                                                              | Peter Sagan                                                     | Slovaquie                                                       | Tinkoff-Saxo                                                    | 12                                                              |
| 8e                                                              | John Degenkolb                                                  | Allemagne                                                       | Giant-Alpecin                                                   | 10                                                              |
| 9e                                                              | Michael Matthews                                                | Australie                                                       | Orica-GreenEDGE                                                 | 8                                                               |
| 10e                                                             | Ramūnas Navardauskas                                            | Lituanie                                                        | Cannondale-Garmin                                               | 7                                                               |
| 11e                                                             | Matteo Trentin                                                  | Italie                                                          | Etixx-Quick Step                                                | 6                                                               |
| 12e                                                             | Christophe Laporte                                              | France                                                          | Cofidis                                                         | 5                                                               |
| 13e                                                             | Geoffrey Soupe                                                  | France                                                          | Cofidis                                                         | 4                                                               |
| 14e                                                             | Sep Vanmarcke                                                   | Belgique                                                        | Lotto NL-Jumbo                                                  | 3                                                               |
| 15e                                                             | Jarlinson Pantano                                               | Colombie                                                        | IAM                                                             | 2                                                               |
| modifier                                                        |                                                                 |                                                                 |                                                                 |                                                                 |

| - Bonifications à l'arrivée \| \| Coureur \| Pays \| Équipe \| Bonifications \| \| - \| ------------------ \| --------- \| ------------ \| ------------- \| \| 1 \| André Greipel \| Allemagne \| Lotto-Soudal \| 10 s \| \| 2 \| Bryan Coquard \| France \| Europcar \| 6 s \| \| 3 \| Alexander Kristoff \| Norvège \| Katusha \| 4 s \| |                    |           |              |               |
| | Coureur            | Pays      | Équipe       | Bonifications |
| 1 | André Greipel      | Allemagne | Lotto-Soudal | 10 s          |
| 2 | Bryan Coquard      | France    | Europcar     | 6 s           |
| 3 | Alexander Kristoff | Norvège   | Katusha      | 4 s           |

### Cols et côtes
| Côte de l'Observatoire de Meudon (km 10,5) 4e catégorie | Côte de l'Observatoire de Meudon (km 10,5) 4e catégorie | Côte de l'Observatoire de Meudon (km 10,5) 4e catégorie | Côte de l'Observatoire de Meudon (km 10,5) 4e catégorie | Côte de l'Observatoire de Meudon (km 10,5) 4e catégorie |
| ------------------------------------------------------- | ------------------------------------------------------- | ------------------------------------------------------- | ------------------------------------------------------- | ------------------------------------------------------- |
|                                                         | Coureur                                                 | Pays                                                    | Équipe                                                  | Point(s)                                                |
| 1er                                                     | Filippo Pozzato                                         | Italie                                                  | Lampre-Merida                                           | 1                                                       |
| modifier                                                |                                                         |                                                         |                                                         |                                                         |

## Classements à l'issue de l'étape

### Classement général
| Classement général | Classement général | Classement général | Classement général  | Classement général  |
|                    | Coureur            | Pays               | Équipe              | Temps               |
| ------------------ | ------------------ | ------------------ | ------------------- | ------------------- |
| 1er                | Christopher Froome | Royaume-Uni        | Sky                 | en 84 h 46 min 14 s |
| 2e                 | Nairo Quintana     | Colombie           | Movistar            | + 1 min 12 s        |
| 3e                 | Alejandro Valverde | Espagne            | Movistar            | + 5 min 25 s        |
| 4e                 | Vincenzo Nibali    | Italie             | Astana              | + 8 min 36 s        |
| 5e                 | Alberto Contador   | Espagne            | Tinkoff-Saxo        | + 9 min 48 s        |
| 6e                 | Robert Gesink      | Pays-Bas           | Lotto NL-Jumbo      | + 10 min 47 s       |
| 7e                 | Bauke Mollema      | Pays-Bas           | Trek Factory Racing | + 15 min 14 s       |
| 8e                 | Mathias Frank      | Suisse             | IAM                 | + 15 min 39 s       |
| 9e                 | Romain Bardet      | France             | AG2R La Mondiale    | + 16 min 0 s        |
| 10e                | Pierre Rolland     | France             | Europcar            | + 17 min 30 s       |
| modifier           |                    |                    |                     |                     |

### Classement par points
| Classement par points | Classement par points | Classement par points | Classement par points | Classement par points |
| --------------------- | --------------------- | --------------------- | --------------------- | --------------------- |
|                       | Coureur               | Pays                  | Équipe                | Point(s)              |
| 1er                   | Peter Sagan           | Slovaquie             | Tinkoff-Saxo          | 432 points            |
| 2e                    | André Greipel         | Allemagne             | Lotto-Soudal          | 366 pts               |
| 3e                    | John Degenkolb        | Allemagne             | Giant-Alpecin         | 298 pts               |
| 4e                    | Mark Cavendish        | Royaume-Uni           | Etixx-Quick Step      | 206 pts               |
| 5e                    | Bryan Coquard         | France                | Europcar              | 152 pts               |
| 6e                    | Christopher Froome    | Royaume-Uni           | Sky                   | 139 pts               |
| 7e                    | Thibaut Pinot         | France                | FDJ                   | 113 pts               |
| 8e                    | Alejandro Valverde    | Espagne               | Movistar              | 103 pts               |
| 9e                    | Thomas De Gendt       | Belgique              | Lotto-Soudal          | 90 pts                |
| 10e                   | Alexander Kristoff    | Norvège               | Katusha               | 90 pts                |
| modifier              |                       |                       |                       |                       |

### Classement du meilleur grimpeur
| Classement du meilleur grimpeur | Classement du meilleur grimpeur | Classement du meilleur grimpeur | Classement du meilleur grimpeur | Classement du meilleur grimpeur |
| ------------------------------- | ------------------------------- | ------------------------------- | ------------------------------- | ------------------------------- |
|                                 | Coureur                         | Pays                            | Équipe                          | Point(s)                        |
| 1er                             | Christopher Froome              | Royaume-Uni                     | Sky                             | 119 points                      |
| 2e                              | Nairo Quintana                  | Colombie                        | Movistar                        | 108 pts                         |
| 3e                              | Romain Bardet                   | France                          | AG2R La Mondiale                | 90 pts                          |
| 4e                              | Thibaut Pinot                   | France                          | FDJ                             | 82 pts                          |
| 5e                              | Joaquim Rodríguez               | Espagne                         | Katusha                         | 78 pts                          |
| 6e                              | Pierre Rolland                  | France                          | Europcar                        | 74 pts                          |
| 7e                              | Alejandro Valverde              | Espagne                         | Movistar                        | 72 pts                          |
| 8e                              | Jakob Fuglsang                  | Danemark                        | Astana                          | 64 pts                          |
| 9e                              | Richie Porte                    | Australie                       | Sky                             | 58 pts                          |
| 10e                             | Serge Pauwels                   | Belgique                        | MTN-Qhubeka                     | 55 pts                          |
| modifier                        |                                 |                                 |                                 |                                 |

### Classement du meilleur jeune
| Classement général du meilleur jeune | Classement général du meilleur jeune | Classement général du meilleur jeune | Classement général du meilleur jeune | Classement général du meilleur jeune |
|                                      | Coureur                              | Pays                                 | Équipe                               | Temps                                |
| ------------------------------------ | ------------------------------------ | ------------------------------------ | ------------------------------------ | ------------------------------------ |
| 1er                                  | Nairo Quintana                       | Colombie                             | Movistar                             | en 84 h 47 min 26 s                  |
| 2e                                   | Romain Bardet                        | France                               | AG2R La Mondiale                     | + 14 min 48 s                        |
| 3e                                   | Warren Barguil                       | France                               | Giant-Alpecin                        | + 30 min 3 s                         |
| 4e                                   | Thibaut Pinot                        | France                               | FDJ                                  | + 37 min 40 s                        |
| 5e                                   | Bob Jungels                          | Luxembourg                           | Trek Factory Racing                  | + 1 h 32 min 9 s                     |
| modifier                             |                                      |                                      |                                      |                                      |

### Classement par équipes
| Classement par équipes | Classement par équipes | Classement par équipes | Classement par équipes |
|                        | Équipe                 | Pays                   | Temps                  |
| ---------------------- | ---------------------- | ---------------------- | ---------------------- |
| 1re                    | Movistar               | Espagne                | en 255 h 24 min 24 s   |
| 2e                     | Sky                    | Royaume-Uni            | + 57 min 23 s          |
| 3e                     | Tinkoff-Saxo           | Russie                 | + 1 h 0 min 12 s       |
| 4e                     | Astana                 | Kazakhstan             | + 1 h 12 min 9 s       |
| 5e                     | MTN-Qhubeka            | Afrique du Sud         | + 1 h 14 min 32 s      |
| modifier               |                        |                        |                        |